# Carolina Yuste
Carolina Ortega Yuste (Badajoz, 30 luglio 1991) è un'attrice spagnola, vincitrice nel 2019 del premio Goya come attrice non protagonista per l'interpretazione in Carmen y Lola.

## Filmografia

### Cinema
- Libélulas, regia di Alba Pino – cortometraggio (2017)
- Noviembre, 1998, regia di Alba Pino – cortometraggio (2017)
- A mi manera, regia di Alba Pino – cortometraggio (2018)
- Carmen y Lola, regia di Arantxa Echevarría (2018)
- Historias románticas (un poco) cabronas, regia di Alejandro González Ygoa (2018)
- Chi canterà per te? (Quién te cantará), regia di Carlos Vermut (2018)
- El papel de Karim, regia di Yassin Oukhiar – cortometraggio (2019)
- Hasta el cielo, regia di Daniel Calparsoro (2020)
- El Cover, regia di Secun de la Rosa (2021)
- Sevillanas de Brooklyn, regia di Vicente Villanueva (2021)
- Chavalas, regia di Carol Rodríguez Colás (2021)
- La famiglia ideale (La familia perfecta), regia di Arantxa Echevarría (2021)
- Girasoles silvestres, regia di Jaime Rosales (2022)
- Chinas, regia di Arantxa Echevarría (2023)
- Saben aquell, regia di David Trueba (2023)

### Televisione
- La sonata del silencio – serie TV, 4 episodi (2016)
- Brigada Costa del Sol – serie TV, 13 episodi (2019)
- Caronte – serie TV, 1 episodio (2020)
- Indetectables – serie TV, 1 episodio (2020)
- Dime quién soy – serie TV, 9 episodi (2020-2021)
- Nessuna traccia, o quasi (Sin huellas) – serie TV, 8 episodi (2023)
- Cites – serie TV, 6 episodi (2023)
- Las noches de Tefía – serie TV, 6 episodi (2023)

## Riconoscimenti
- Premio Goya
  - 2019 – Miglior attrice non protagonista per Carmen y Lola[1]

## Doppiatrici italiane
Nelle versioni in italiano delle opere in cui ha recitato, Carolina Yuste è stata doppiata da:
- Eva Padoan in Hasta el cielo
- Erica Necci ne La famiglia ideale
- Veronica Puccio in Nessuna traccia, o quasi